# Glasnevin Cemetery
Glasnevin Cemetery is een begraafplaats in de Ierse hoofdstad Dublin. De begraafplaats opende op 21 februari 1832. Het meest bezochte graf is die van verzetsheld Michael Collins. De begraafplaats is een locatie in Ulysses van James Joyce. In 2012 won een bijbehorend museum de Kenneth Hudson Award, een prijs voor het meest innovatieve museum van Europa.

## Bekende graven
- Kevin Barry, Ierse nationalist
- Brendan Behan, Iers dichter
- Christy Brown, Iers schrijver en dichter
- Roger Casement, Iers dichter en nationalist
- Robert Erskine Childers, Iers schrijver
- Michael Collins, Iers politicus
- Éamon de Valera, Iers president
- Stephen Gately, Iers zanger (Boyzone)
- Gerard Manley Hopkins, Iers dichter
- Luke Kelly, Iers zanger (The Dubliners)
- Seán MacBride, Iers jurist en politicus
- De Manchester Martelaren
- Constance Markievicz, Iers minister, parlementslid, revolutionair, suffragette
- Dermot Morgan, Iers acteur (Father Ted)
- Francis Sheehy-Skeffington, Iers schrijver en activist
- Hanna Sheehy-Skeffington, Iers feminist, suffragette en nationalist
- Charles Stewart Parnell, Iers policus

2010 Museum voor anticonceptie en abortus  Oostenrijk · 
2011 Museum voor verbroken relaties  Kroatië · 
2012 Glasnevin Cemetery  Ierland ·
2013 Museum van Batalha  Portugal ·
2014 Jānis Lipke-museum  Letland ·
2015 Internationaal Rode Kruis en Rode Halvemaan Museum  Zwitserland ·
2016 Micropia  Nederland ·
2017 Boris Jeltsin-museum  Rusland · 
2018 Nationaal Museum van Estland  Estland · 
2019 Weltmuseum Wien  Oostenrijk · 
2020 Haus der Geschichte Österreich  Oostenrijk · 
2021 CosmoCaixa  Spanje · 
2022 Wayne Modest, Nanette Snoep, Laura van Broekhoven & Leontine Meijer-van Mensch · 
2023 23,5 Hrant Dink Site of Memory   Turkije